# Preuilly-sur-Claise
Preuilly-sur-Claise ist eine französische Gemeinde mit 1.027 Einwohnern (Stand 1. Januar 2022) im Département Indre-et-Loire in der Region Centre-Val de Loire; sie gehört zum Arrondissement Loches und zum Kanton Descartes.
Preuilly-sur-Claise liegt im äußersten Westen der Touraine an den Grenzen zum Bas-Berry und Poitou am Fluss Claise. An der nördlichen Gemeindegrenze verläuft sein Zufluss Muanne. Ortsteile sind: La Berjaudière, Les Blanchards, La Chatrie, Les Chauvraux, Les Chirons, La Grange au Moine, Maupertuis, La Parentière, Le Pontreau, Pouplouroux, La Presle, Saint-Michel-du-Bois (1814 eingemeindet) und La Touche südlich der Claise sowie Champeaux, Les Effes, La Fichardière, La Folie, Fontbaudry, Les Martinières, Le Pouet, Les Ragots und Les Vigneaux nördlich des Flusses. Nachbargemeinden von Preuilly-sur-Claise sind: Boussay im Westen, Le Petit-Pressigny im Nordwesten, Charnizay im Norden, Bossay-sur-Claise im Osten, Yzeures-sur-Creuse im Süden, und Boussay im Südwesten.

## Bevölkerungsentwicklung
- 1962: 1506
- 1968: 1579
- 1975: 1603
- 1982: 1553
- 1990: 1427
- 1999: 1290
- 2006: 1120
- 2012: 1048

## Sehenswürdigkeiten
- Château des Lions (19. Jahrhundert)
- alte Schlupftür in der Stadtmauer (Monument historique)
- Burgruine (12. Jahrhundert)
- neoklassisches Château de Fontbaudry (18. Jahrhundert, Monument historique)
- Hôtel de La Rallière (17. Jahrhundert, Monument historique)
- Rathaus (19. Jahrhundert)
- ehemaliges Rathaus (16. Jahrhundert, Monument historique)
- Hôtel de La Mothe (17. Jahrhundert, Monument historique)
- Manoir de Pouët (Monument historique)
- ehemaliges calvinistisches Predigerzentrum (16. Jahrhundert)
- ehemalige Kanonikerhäuser (15. Jahrhundert)
- Abteikirche Saint-Pierre (12. Jahrhundert, Monument historique)
- ehemalige Kirche Notre-Dame-des-Échelles (11. Jahrhundert, Monument historique)
- Ruinen der Stiftskirche Saint-Melaine (12. Jahrhundert, Monument historique)
- Allerheiligenkapelle (Chapelle de Tous-les-Saints, 15. Jahrhundert, Monument historique)
- Ruinen der Kirche Saint-Nicolas (12. Jahrhundert)

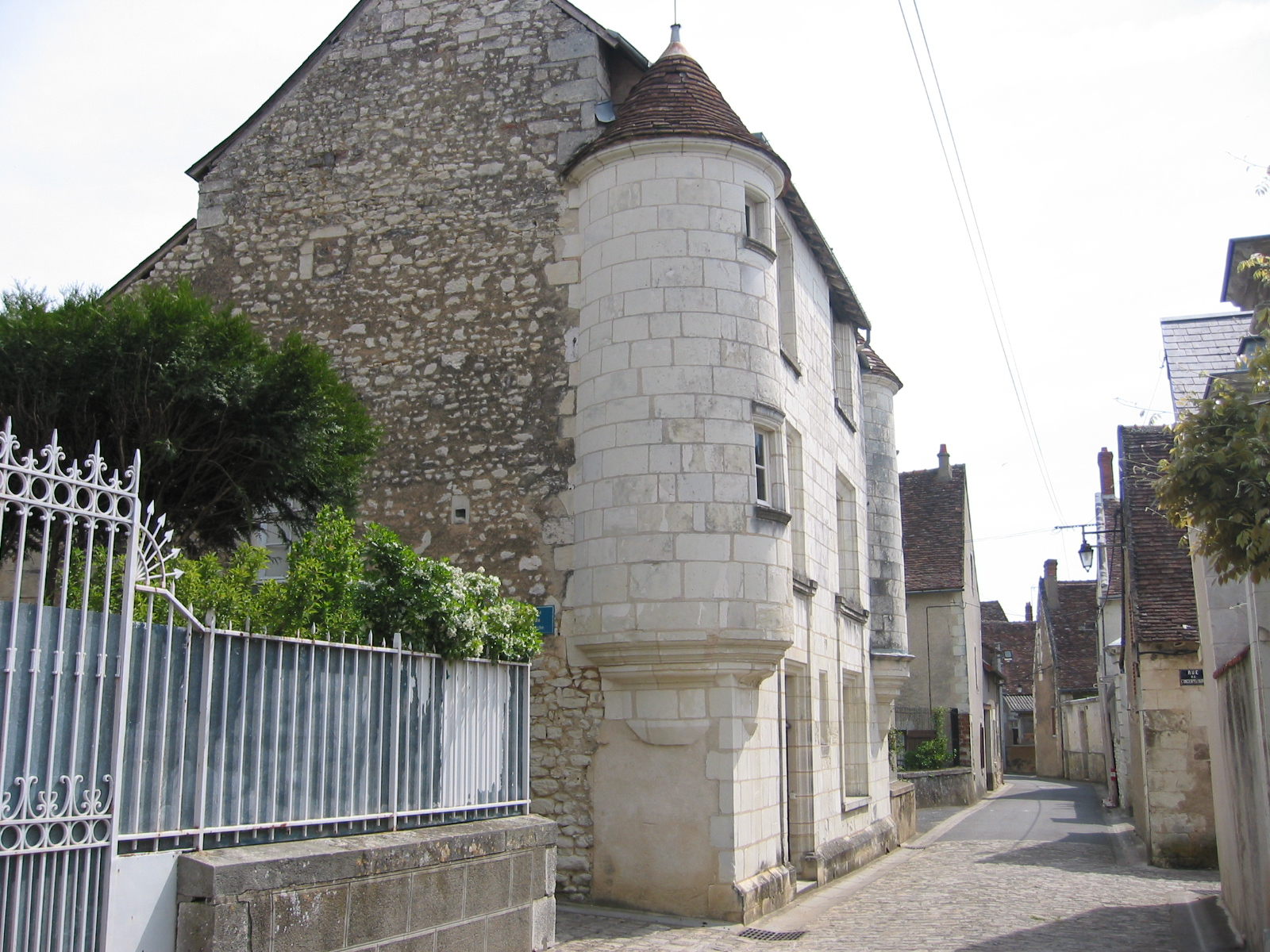
Ehemaliges Rathaus (1596), rue Saint-Pierre
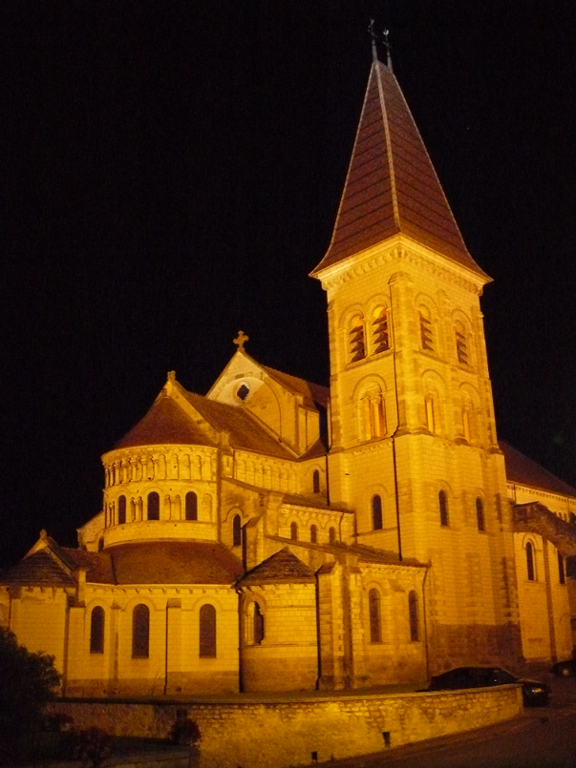
Abteikirche Saint-Pierre
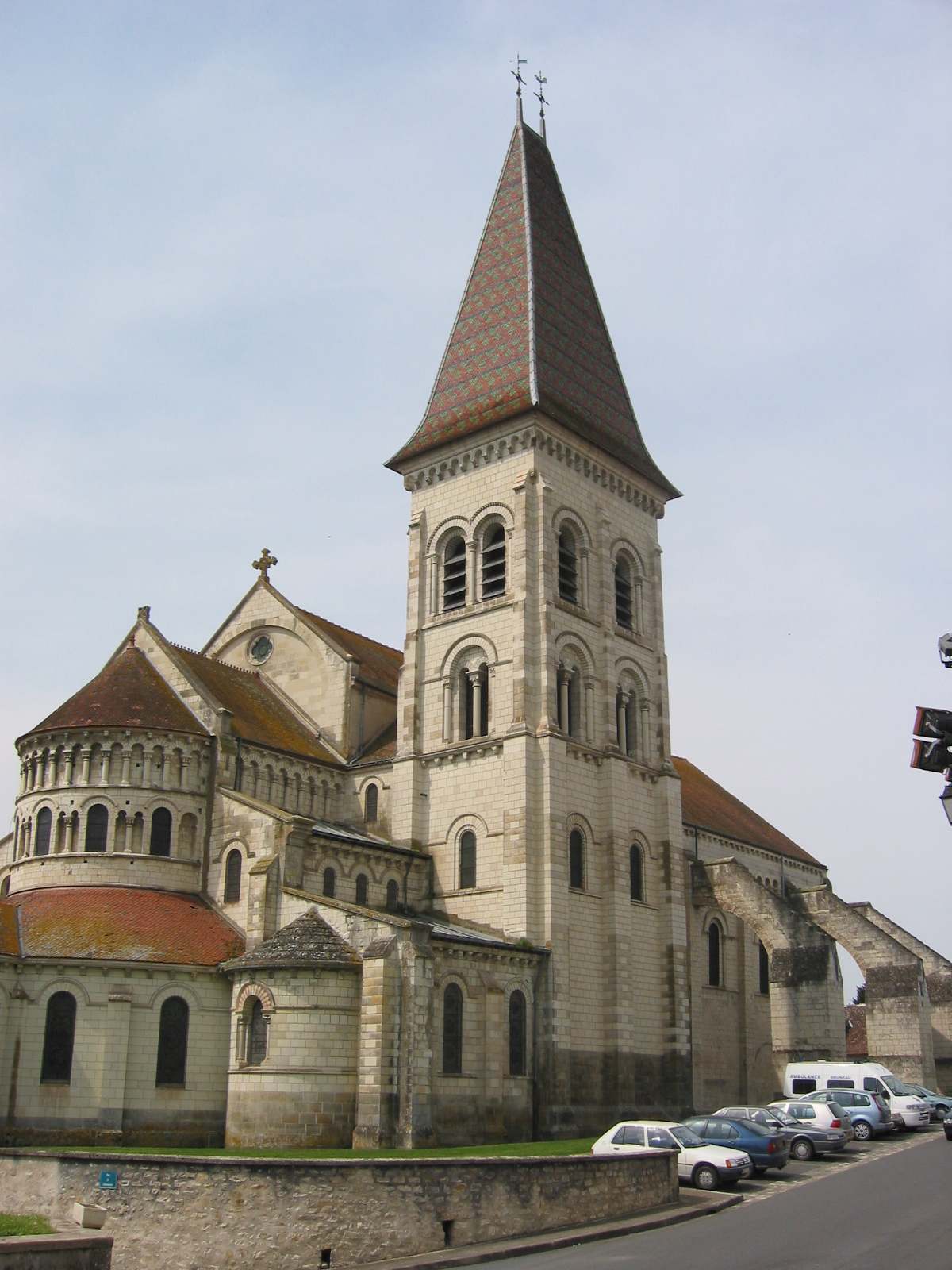
Abteikirche Saint-Pierre
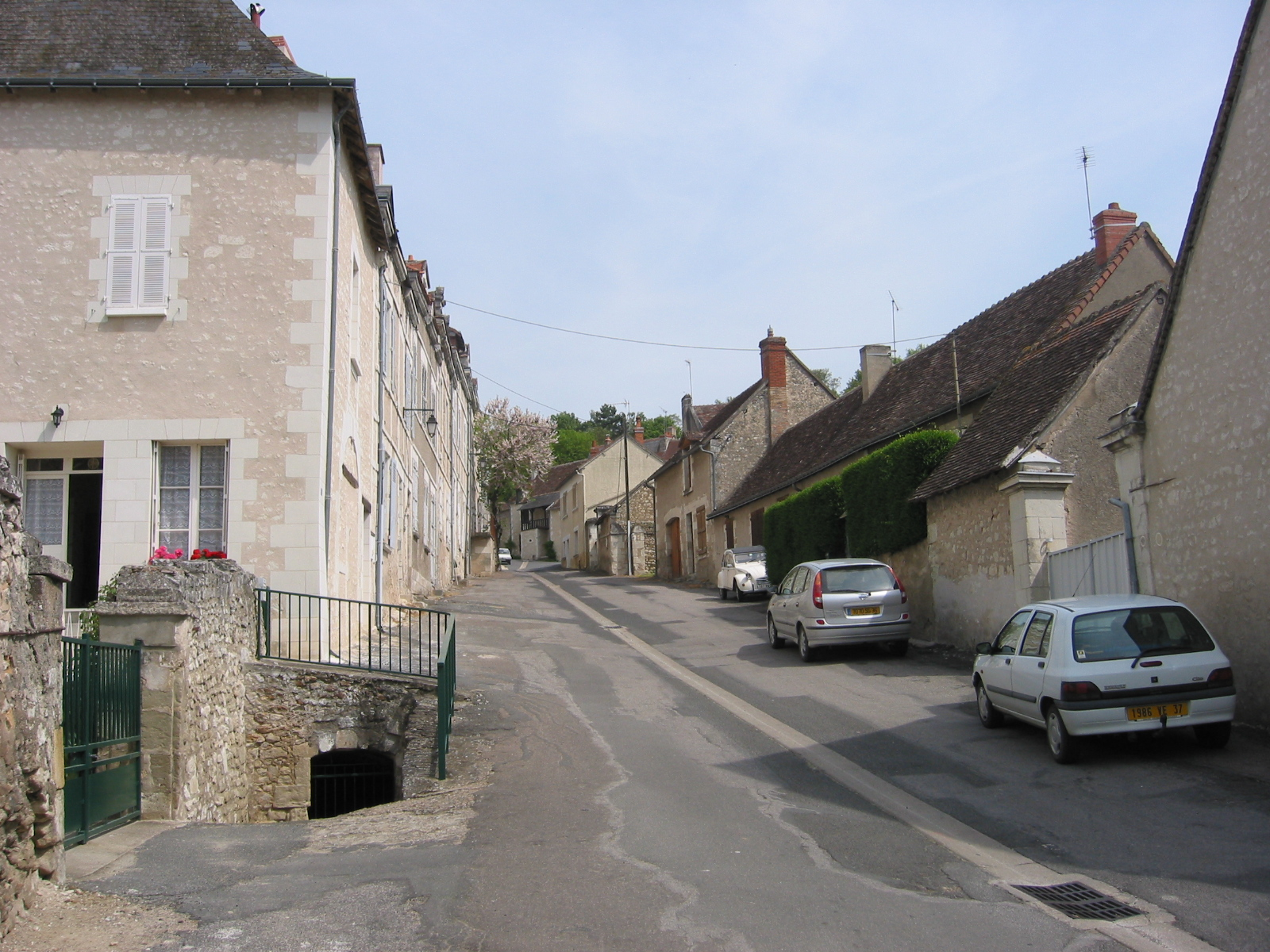
Rue des Pavillons

## Persönlichkeiten
- Anne Dacier (1647–1720), Philologin und Übersetzerin, geboren in Preuilly-sur-Claise
- Louis Auguste Le Tonnelier de Breteuil (1730–1807), Diplomat und Politiker, Baron de Preuilly
- Camille Fily (1887–1918), Radrennfahrer